# Турово-пинские князья
Турово-Пинские князья — удельные князья, управлявшие Туровским княжеством, из которого позже выделилось Пинское княжество, а позже и некоторые другие уделы.

## История
В X—XIII веках в Туровском и Пинском княжествах правили представители разных ветвей Рюриковичей, пока в середине XII века не закрепилась одна из ветвей Изяславичей — потомков великого князя Киевского Изяслава Ярославича, один из правнуков которого, Юрий Ярославич стал родоначальником династии Турово-пинских князей. Представители данного рода управляли разными уделами Туровского и Пинского до конца XIII века, но после смерти в 1292 году пинского князя Юрия Владимировича упоминания о турово-пинских князьях исчезают. В XIV веке в Пинском княжестве закрепилась новая княжеская династия — потомки литовского князя Наримунта (Глеба) Гедиминовича.
Позже происхождение от Турово-пинских князей выводили некоторые княжеские роды. Так в XIX веке их потомками были признаны князья Святополк-Четвертинские и Святополк-Мирские. Известный польский генеалог Юзеф Вольф относил Святополк-Мирских к «псевдо-князьям». Происхождение Святополк-Четвертинских из данной династии считается более обоснованным. Также, судя по расположению их владений и записям патериков (в частности, Киево-Печерского) потомками туровско-пинских князей могли быть князья Острожские хотя существуют и другие версии об их происхождении.

## Список турово-пинских князей
Легендарный:
| Тур (упоминается как основатель Турова в статье 980 года Повести временных лет, в рассказе о событиях предыдущих лет или веков) |

Рюриковичи:
| Туровские князья                                               | Пинские князья                                                          | другие князья                                     |
| -------------------------------------------------------------- | ----------------------------------------------------------------------- | ------------------------------------------------- |
| Святополк Владимирович (988 — 1015)                            |                                                                         |                                                   |
| Изяслав Ярославич (? — 1054)                                   |                                                                         |                                                   |
| Ярополк Изяславич (? — 1086)                                   |                                                                         |                                                   |
| Святополк Изяславич (? — 1093)                                 |                                                                         |                                                   |
| Брячислав Святополкович (1118? — 1123)                         |                                                                         |                                                   |
| Изяслав Святополкович (1123 — 1127)                            |                                                                         |                                                   |
| Вячеслав Владимирович (1127 — 1132, 1134 — 1142 и 1143 — 1146) |                                                                         |                                                   |
| Святослав Всеволодович (1142, 1154)                            |                                                                         |                                                   |
| Ярослав Изяславич (1146)                                       |                                                                         |                                                   |
| Андрей Боголюбский (1150? — 1151)                              |                                                                         |                                                   |
| Борис Юрьевич (1156 — 1157)                                    |                                                                         |                                                   |
| Юрий Ярославич (1157 — 1167)                                   |                                                                         |                                                   |
| Иван Юрьевич (1167 — 1190 и 1195 — 1207)                       | Ярослав Юрьевич Пинский (ок. 1182)                                      |                                                   |
| Глеб Юрьевич (1190 — 1195)                                     |                                                                         |                                                   |
|                                                                | Владимир Глебович (ум. после 1229)                                      | Александр Глебович (князь дубровицкий) (ум. 1223) |
|                                                                | Ростислав Пинский (около 1228)                                          |                                                   |
|                                                                | Михаил Пинский (около 1247)                                             |                                                   |
|                                                                | Фёдор Владимирович, Демид Владимирович и Юрий Владимирович (упом. 1262) |                                                   |

## Комментарии
1. ↑  Большинство турово-пинских князей принадлежали к нескольким ветвям Рюриковичей: 1) Святополк Владимирович был братом Ярослава Мудрого. 2) от старшего сына Ярослава - Изяслава происходит основная ветвь к которой принадлежали Ярополк Изяславич, Святополк Изяславич, Брячислав Святополкович, Изяслав Святополкович Юрий Ярославич и его потомство 3) от среднего сына Всеволода происходили князья правившие городами Турово-Пинской земли в XII веке: Вячеслав Владимирович, Святослав Всеволодович, Ярослав Изяславич, Андрей Боголюбский, Борис Юрьевич.